# Dombeya pentagonalis
Dombeya pentagonalis är en malvaväxtart som beskrevs av Arenes. Dombeya pentagonalis ingår i släktet Dombeya och familjen malvaväxter. Inga underarter finns listade i Catalogue of Life.